# 亞洲價值
亞洲價值（英語：Asian values）主要指由亞洲政治人物如前新加坡總理李光耀以及前马来西亚首相马哈迪·莫哈末所提出的「威權體制有助於經濟發展」的命題，如南韓的「漢江奇蹟」與台灣的「經濟奇蹟」等發展經驗都是例證。马哈迪·莫哈末認為，亞洲價值透過良善治理、家庭的神聖性、多樣性的寬容、對弱者和不幸者的同情等價值觀，以達成社會和諧；他相信亞洲價值方法的有效性，因為亞洲文化生存已千年且基本完好。马哈迪也主張，亞洲若仍未成功處理尚存在的如貧困等社會問題，就不應該宣揚其經濟成功。
有人認為亞洲價值包括重視家庭價值觀、尊重權威、強調共識於決策過程中的角色還有關心社會群體，認為集體利益高於個人利益 ，也有人認為亞洲價值論和威權主義還有極權主義這些專制獨裁的政治文化有相通之處。

## 亞洲價值說

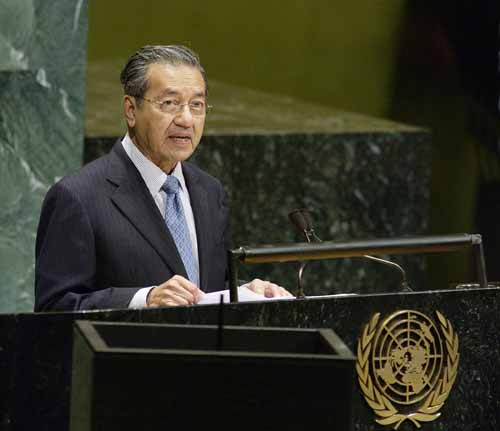
马来西亚前首相马哈迪·莫哈末

一些亞洲政治領袖，如李光耀、马哈迪·莫哈末等人提出「亞洲價值」說，以挑戰西方自由主義。
1994年，新加坡總理李光耀接受法里德·扎卡利亞於《外交事務》（Foreign Affairs）的訪問時，進一步闡述「亞洲價值」的內涵，他認為中國（大陸、香港、澳門）、臺灣、日本、韓國、新加坡、越南存在共享的「儒家主義」（Confucianism）價值，因而型塑了這些地方目前的社會文化面貌。大體上，這些價值包括五個特性：
第一，階層式的集體主義，即對群體中的領袖忠誠。
第二，家父長制的菁英領導，即道德菁英領導下的德政。
第三，人際互惠性和調和，即避免和他人發生衝突。
第四，社群利益和和諧，即當社群利益和個人利益相衝突時，必須為了社群利益而犧牲個人利益。
第五，儒家式家庭主義，即把家庭的重要性放在個人之上。
綜上所述，這些區域性的共享文化導致東亞國家的集體主義傾向，而非個人主義與擅作主張（self-assertion）。個人是家庭不可分割的一部分，而家庭又是社會的一部分；社會秩序的維持來自於家庭，而政府僅是保護此功能的運作不受其他因素所阻礙。簡言之，國家社會的最小單位是家庭，而非個人。李光耀從而宣稱個人主義的西方式民主與人權概念並不適用於東亞，因為東亞存在著與西方截然不同的文化價值。然而，「亞洲價值」無疑為東亞國家開了後門，以合理化人權的保障必須考慮特定的文化、社會、經濟和政治之狀況。換言之，當人權價值與文化價值、社群價值、宗教價值等相衝突時，人權必須退位。而亞洲在各方面均與西方不同，所以亞洲不適合發展人權，聲稱無論是人權還是民主都是西方的舶來品。
「亞洲價值」說起源和威權跟極權這些專制獨裁的政治文化有相通之處：亞洲價值特別強調家庭的重要性，並附會社群主義學說，主張傳統儒家的家庭觀念可以鼓舞亞洲人可以為公益著想而服從之精神，使人們為群體（特別是國家）而努力甚至犧牲。
一般認為，亞洲價值包括重視家庭價值觀、尊重權威、強調共識於決策的角色，社會群體高於個人。新加坡無任所大使許通美在媒體《國際先驅論壇報》列出代表東亞價值的十項價值，位其首的是東亞人不相信在西方實踐的溫和形式的個人主義，無論東亞人做什麼或說什麼，必須考量他人利益。許通美提到相信強有力的家庭、教育、儲蓄、節儉、努力工作，與勞資合作下的全國合作的信仰。許通美指出，亞洲價值下，公民和政府之間的社會契約，政府的管制措施是用嚴刑峻法來管理社會跟控制民眾，從而換取民眾對政府的權威的服從，不用提供民眾社會福利跟保障民眾的私有財產來照顧民眾就是維護民眾的權益。
新加坡談論亞洲價值時常提及儒家，但支持亞洲價值的人來自不同文化如印度教為主的印度及伊斯蘭教為主的馬來西亞和印度尼西亞(也就是印尼)。
亞洲價值和西方價值差異的中心點，主要是個人於社會的角色。不論西方是否因過度個人自由或對權威不夠尊敬而產生問題，亞洲價值觀點將群體的利益高於個人；從這意義上來說，亞洲價值和西方價值不同，特別是和來自美國的杰斐遜主義(傑佛遜主義)觀點相當不同。

## 評論與質疑
亞洲價值的質疑者如諾貝爾經濟學獎得主阿马蒂亚·森則反駁，印度教、儒家、佛教、伊斯蘭教、道教、道家都有重視自由與人權的內容，只是表達方式不同，認為先發展經濟，再談自由、民主、人權的想法是有問題的錯覺；而區分東方價值和西方價值是種人為且在歷史上站不住腳的作法。
1994年，香港總督彭定康對亞洲價值的回應是：「有些亞洲領導和記者將亞洲價值定義為一個寧靜的四重奏：節儉，勤奮，堅強的家庭，房屋所有權跟土地所有權和道德。我自己碰巧相信全五項。」
哈佛大學教授、諾貝爾經濟學獎得主阿马蒂亚·森說，東方價值和西方價值是人為的區分，在歷史上是站不住腳。余英時認為，「（森）一眼看穿了：亞洲價值論只是支持威權極權專制獨裁政治的護符，不利於經濟發展，因而只能延長窮人的痛苦。他指出：自由、人權等都是普世價值，並非西方所獨有。印度教、儒家、佛教、伊斯蘭教、道教都各有重視自由與人權的成分，不過表現的方式不同而已。先發展經濟，再談自由、民主、人權，是長期以來的一大錯覺」。
1995年，前美國國防部部長罗伯特·麦克纳马拉發表的回憶錄記錄他在美國政府工作所學到的11個教訓，其中一個教訓與美國的心態有關：「什麼是其他人或其他國家的最大利益，應該被放到國際性的論壇上進行討論；神並沒有給予我們權力將每個國家塑造成我們所選擇的形象」。
1997年亞洲經濟危機爆發以來，亞洲價值再次引起質疑及批評；李光耀與彭定康不約而同地出版回憶錄，對亞洲價值有截然不同評價，反映他們對中國文化和民主政治的不同見解。
1997年6月於新加坡「儒學與世界文明國際學術會議」上，美國的狄百瑞教授發表〈儒家思想與社群主義〉一文，一方面承認「亞洲社群主義」的說法不無道理（就儒家思想無「完全獨立而自主的個人」之概念來說），但另一方面反對把儒家社群主義視為重群體而輕個人的集體主義說法，主張儒家社群主義傳統以承認個人與群體相依相待的前提以下，來保障個人真正的尊嚴。儒家立場為「人格主義」（英語：personalism），有別現代西方自由主義所定義的「個人主義」（英語：individualism）。德國的卜松山教授也指出，儒家對於個人的看法不同於社群主義：「儒家思想中的個性化觀念，並不是自我實現，而是自我超越。」
1998年5月由亞洲民間團體代表於韓國光州發表的民間憲章《亞洲人權憲章》，赞成人权普遍性，批評亞洲價值。
2006年9月，德国的中国问题专家桑德·施耐德在汉堡峰会接受媒體德國之聲採訪時說，欧洲人经常认为自己有权要求亚洲朝哪个方向转变，亚洲人走自己的路會使欧洲人感到失望与震惊，但是亚洲人有权走自己的路；德国、欧洲开始实现经济腾飞的时候未曾想到民主，「民主不是前提、而是结果」；今后几年，欧洲将在经济方面与整个政治体制方面受到亚洲的挑战，亚洲精英阶层的自信心迅速增长，欧洲不能认为「全世界都在等待推行我们的模式、我们的设想」。同月，前德國總理赫尔穆特·施密特接受德國之聲專訪時說，「对别的国家提出治国建议，或规定他们应该怎么做」，是不正确的；这么做只是自以为是，只会造成紧张关系，导致冲突。
2008年12月，清华大学公共管理学院教授崔之元說，联合国大会《世界人权宣言》採用“人权”（human rights）一词、而不採用西方传统中的“自然权利”（natural rights）一词，意味着公／私界限和个人权利的相对性与动态性；认清个人权利和公／私界限的相对性的意义，在于使人们摆脱“亚洲价值v.s.西方价值”的二元对立思维方式，从而更实质性地保护和实现公民的基本权利。 
前中華民國總統李登輝批評「所謂的『亞洲的價值』，簡單講就是一種帝制的統治架構，掌握政權的人，可以假借莫須有的理由，實施獨裁統治，把國家當作囊中物，...中國歷史早期—也就是先秦時代—有很多思想若予發展是可以跟民主、自由與人權接準的。所謂的『天視自我民視，天聽自我民聽』，『民為貴，社稷次之，君為輕』，都是具有文藝復興價值的部分，只不過現代中國人似乎志不在此，依舊講『霸道』而不講『王道』，近年在釣魚台爭議、南海爭議方面，不僅中國政府，連中國人民都是民族主義掛帥，此時『亞洲的價值』反而是亂源」。:148-149李氏認為「不過，我不會因此就認為亞洲傳統一無是處。我常說『日本是一個追求進步並且維護傳統的國家』，也就是日本在持續追求技術與經濟發展的過程中，並沒有忽略維護傳統。」:1492015年3月李光耀逝世後，李登輝表示：「李光耀主張的亞洲價值，就是中國社會5000年歷史，皇帝制度要管到底，一家族全家人都要管政治。」李登輝並表示，當年著名美國政治學者杭廷頓曾在一場討論會上説過，李登輝過世的話，台灣民主還能留下來；但是李光耀過世，制度無法留下。

## 社會影響
2011年，媒體《經濟學人》在探討為什麼亞洲結婚率下降時提到，亞洲價值給了亞洲政府其政經論點信心，認為其家庭生活是比西方來得有助於經濟發展；然而二十年來的發展，有部份亞洲婦女選擇不結婚不生小孩（雖然情況與西方國家略為不同），亞洲未婚女性部份是選擇單身及不婚不育，而非像西方國家般的未婚女性部份選擇同居而不婚（部分生了小孩建立家庭也不婚）點出所謂的亞洲價值未必是對亞洲女性合理的政經安排。
亞洲婦女常必需在「家庭」和「個人切身」兩者選邊站，在此脈絡下，所謂的亞洲價值論述就形成了面對以西方為中心全球化的一套反動論述。不過與西方國家受女性主義的價值影響相比，亞洲女性仍具有比較重的傳統家庭觀念，大部分女性均會以有關家庭的社會議題來衡量政治人物，而不像西方國家的女性般受較多女性主義影響來決定政治取態。